# Fessenbach

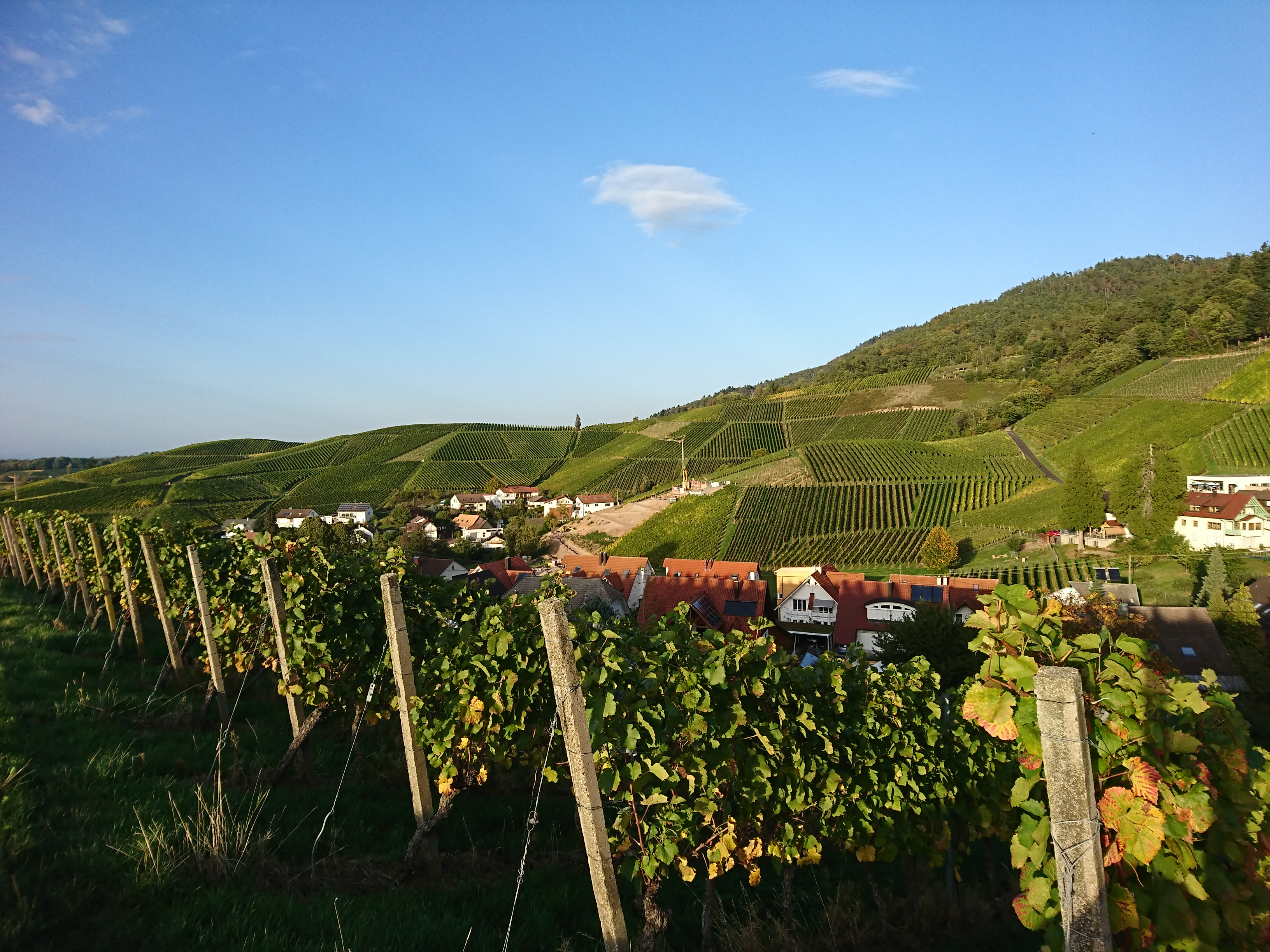
Blick über Fessenbach-Hinterdorf in Richtung Albersbach

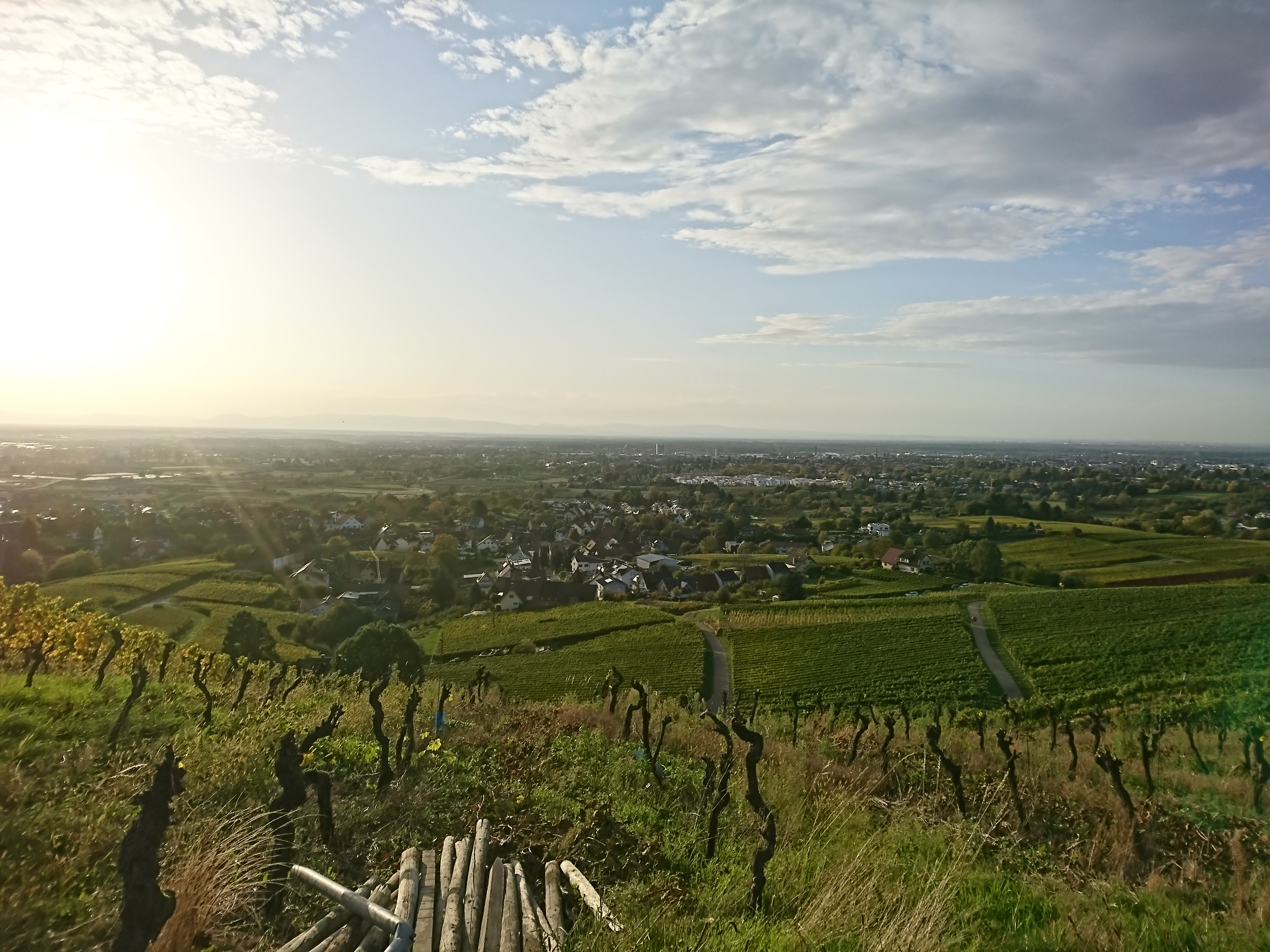
Blick von Fessenbach über Käfersberg in Richtung Elsass

Fessenbach ist ein Ortsteil von Offenburg und liegt am Fuße des Schwarzwalds. Es ist umgeben von Reben, Feldern und Wald.

## Geographie
Fessenbach ist einer von elf Offenburger Ortsteilen und liegt im Osten der Stadt. Es ist umringt von Rebhügeln und den ersten Bergen des Schwarzwalds und liegt rund 200 Meter über dem Meeresspiegel. Der Hausberg von Fessenbach, das „Hohe Horn“, ist ein 546,1 m ü. NHN hoher Berg südöstlich des Ortes. Das Dorf wird vom milden Klima des Rheintals begünstigt, sodass hier qualitativ hochwertige Weine gedeihen. Erreichen kann man Fessenbach von Ortenberg im Kinzigtal, der Großen Kreisstadt Offenburg und dem benachbarten Offenburger Ortsteil Zell-Weierbach.

### Gewässer
- „Fessenbach“ - fließt südlich des Dorfes von Ost nach West und bildet im groben die Grenze zur Gemarkung Ortenberg.
- „Riesbächle“ - fließt ebenfalls von Ost nach West, vorbei am Wasserschloss Fessenbach.
- „Sahlesbach“ - fließt parallel zum Ortsteil Albersbach.[2]

### Ortsteile
- Albersbach - grenzt an Zell-Weierbach.
- Vorderdorf - westlich der Weinbergstraße.
- Hinterdorf - östlich der Weinbergstraße.

### Nachbargemeinden
Die Grenze der Gemarkung verläuft im Norden und Osten gegen den Offenburger Ortsteil Zell-Weierbach, im Süden gegen Ohlsbach und Ortenberg und im Westen gegen die Stadt Offenburg.

## Geschichte
Fessenbach wurde am 3. April 1242 zum ersten Mal in einer Urkunde des Straßburger Bischofs erwähnt. Das abgegangene Wasserschloss Fessenbach im Nordwesten wurde 1245 erstmals erwähnt. Der Name des Dorfes änderte sich einige Male:
| 1242       | 1254      | 1401       | seit 1504  |
| ---------- | --------- | ---------- | ---------- |
| Vessenbach | Vesinbach | Vessembach | Fessenbach |

Im September 1809 wurde Fessenbach, das bis dahin einem Stab aus Zell, Riedle, Weierbach und Oberrammersweier angehörte, vom Oberamt Offenburg zu einer selbstständigen Gemeinde erklärt. Am 1. Januar 1971 wurde Fessenbach im Zuge der Gemeindereform nach Offenburg eingemeindet.

## Demographie
Einwohnerzahlen nach dem jeweiligen Gebietsstand.
| \| Jahr \| Einwohner \| \| ---- \| --------- \| \| 1717 \| 40 \| \| 1809 \| 77 \| \| 1814 \| 470 \| \| 1834 \| 550 \| \| 1852 \| 630 \| \| 1864 \| 566 \| \| 1900 \| 568 \| \| 1913 \| 619 \| \| 1939 \| 658 \| \| 1959 \| 860 \| \| 1961 \| 891 \| \| 1970 \| 1002 \| \| 1980 \| 1065 \| \| 2011 \| 1341 \| \| 2013 \| 1303 \| \| 2014 \| 1295 \| \| 2016 \| 1302 \| \| 2018 \| 1353[5] \| |           |
| Jahr | Einwohner |
| 1717 | 40        |
| 1809 | 77        |
| 1814 | 470       |
| 1834 | 550       |
| 1852 | 630       |
| 1864 | 566       |
| 1900 | 568       |
| 1913 | 619       |
| 1939 | 658       |
| 1959 | 860       |
| 1961 | 891       |
| 1970 | 1002      |
| 1980 | 1065      |
| 2011 | 1341      |
| 2013 | 1303      |
| 2014 | 1295      |
| 2016 | 1302      |
| 2018 | 1353      |

## Politik
Fessenbach ist ein Ortsteil der Großen Kreisstadt Offenburg und besitzt einen eigenen Ortschaftsrat, der einen Ortsvorsteher wählt. Zurzeit (Stand 2020) ist Paul Litterst (CDU) Ortsvorsteher von Fessenbach und Stadtrat von Offenburg.

## Einrichtungen
- Rathaus
- Hubert-Burda-Schule (Grundschule)
- Kindertagesstätte
- Haus Fichtenhalde
- Mehrzweckhalle „Reblandhalle“
- Feuerwehrhaus
- Sport- und Freizeitgelände „Schuckshof“
- Kloster und Klostergarten „Liebfrauenhof“

## Sehenswertes
- Aussichtsturm „Hohes Horn“
- Rieshof

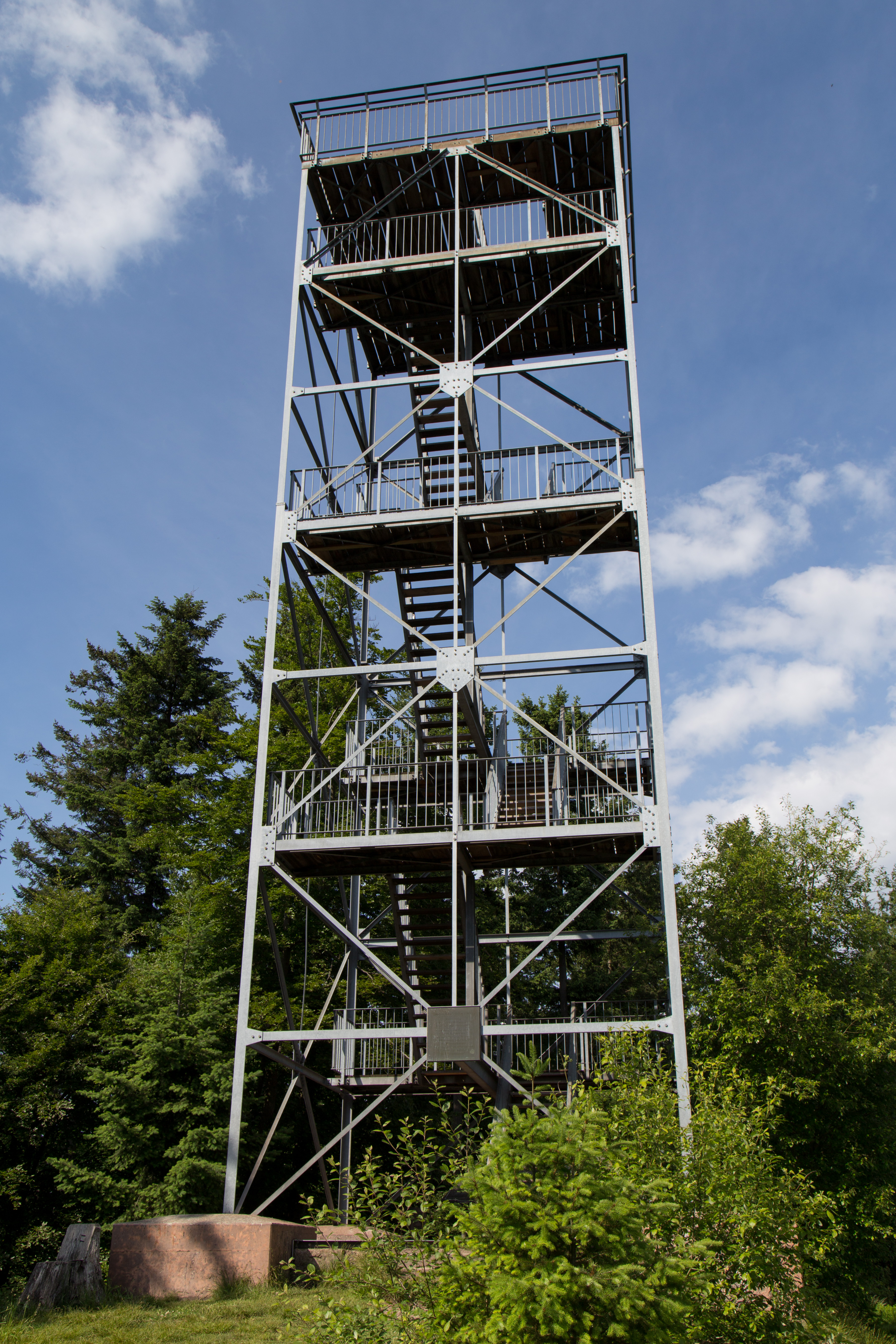
Aussichtsturm „Hohes Horn“

- Ehrenmal zum Gedenken an die Gefallene und Vermissten des Ersten und Zweiten Weltkrieges
- „Bacchus“-Brunnen
- „Felix-Burda-Park“ mit Schloss Seebach
- Flurkapelle in den Rebbergen im Ortsteil Albersbach
- Denkmal „Sena-Torre“
- Weingut Renner
- Rebland mit vielfältigen Wanderwegen und Aussicht über den Rhein bis ins Elsass

Galerie
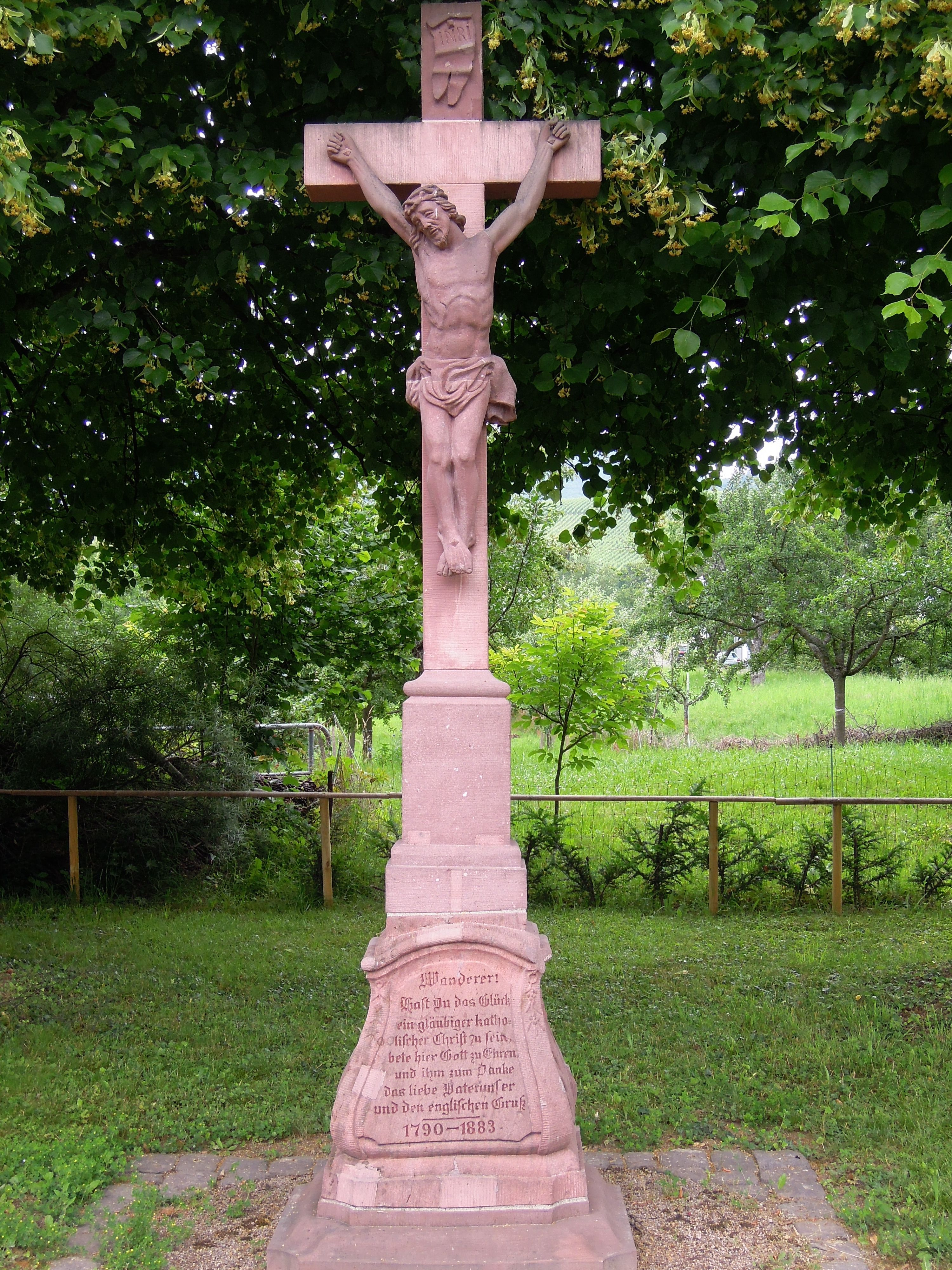
Wegkreuz - Im Ries
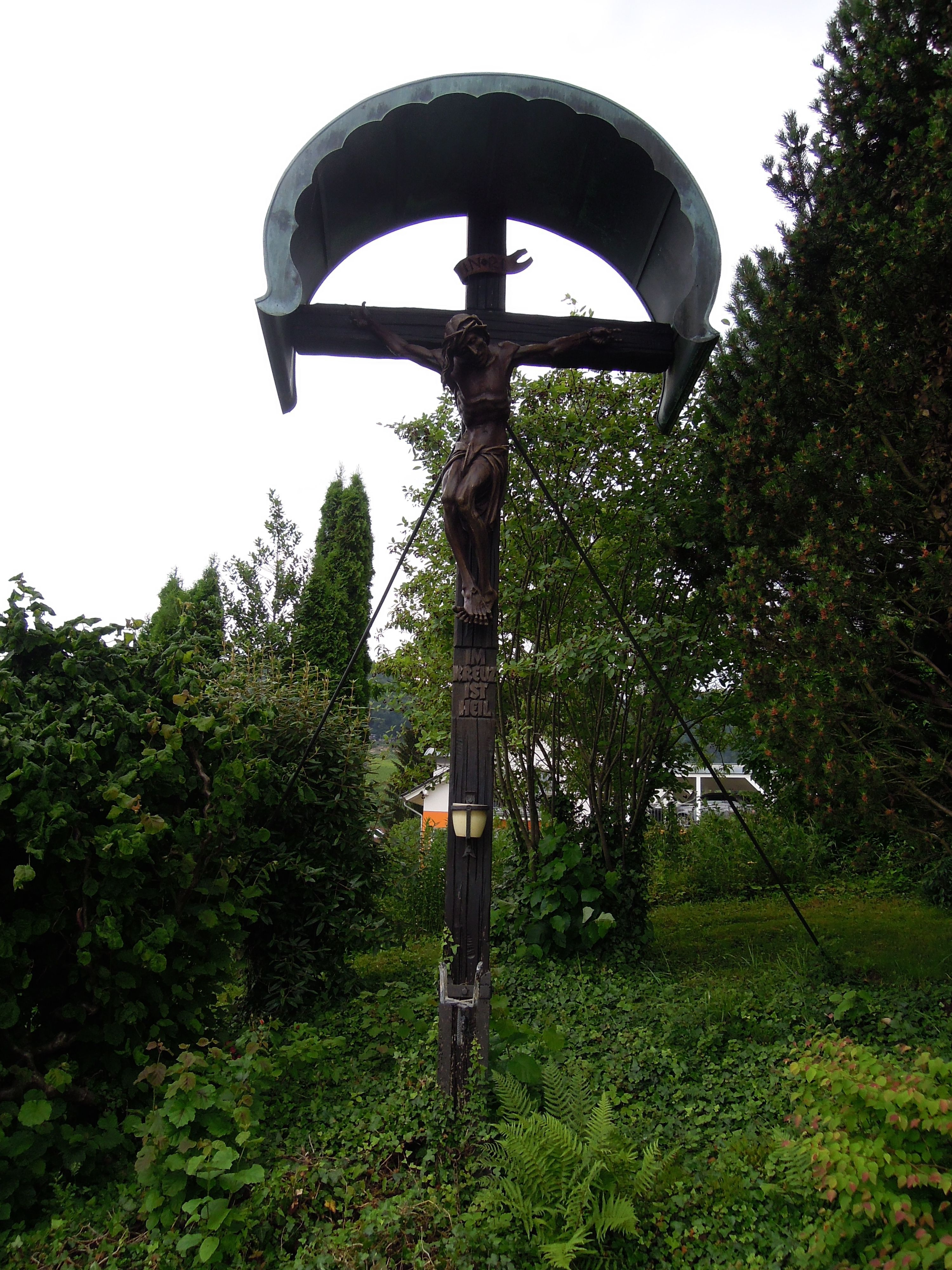
Wegkreuz
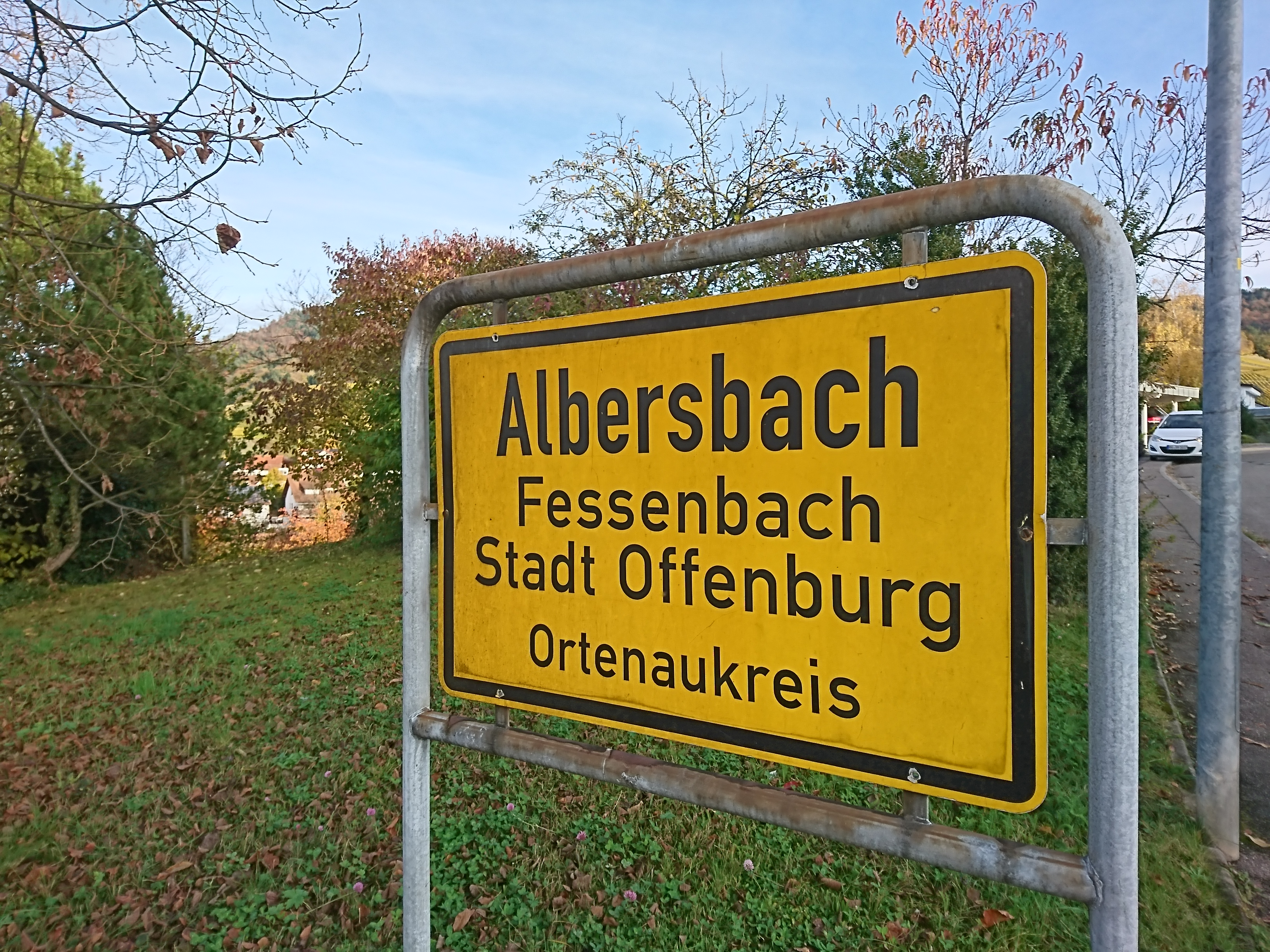
Ortsschild - Albersbach

## Wirtschaft und Infrastruktur
Durch Fessenbach führt die Kreisstraße 5369.

## Belege
1. ↑  Karten und Daten des Bundesamtes für Naturschutz (Hinweise)
2. ↑  Birgit und Peter Szyszka, Eugen Hillenbrand: Fessenbach - Aus dem Leben eines Winzerdorfes. Hrsg.: Stadt Offenburg. Band 15. Reiff Schwarzwaldverlag Offenburg, Offenburg 1992, ISBN 3-922663-11-7, S. 128.
3. ↑  Statistisches Bundesamt (Hrsg.): Historisches Gemeindeverzeichnis für die Bundesrepublik Deutschland. Namens-, Grenz- und Schlüsselnummernänderungen bei Gemeinden, Kreisen und Regierungsbezirken vom 27.5.1970 bis 31.12.1982. W. Kohlhammer, Stuttgart / Mainz 1983, ISBN 3-17-003263-1, S. 500 (Statistische Bibliothek des Bundes und der Länder [PDF; 41,1 MB]).
4. ↑  Ortsverwaltung Fessenbach: Herzlich willkommen in Fessenbach! D'heim im Fessenbach. Hrsg.: Ortsverwaltung Fessenbach. Fessenbach September 2017, S. 34.
5. ↑  Einwohnerzahl nach Information aus der Gemeindeverwaltung vom 18. November 2020